# Wiktor Romanow
Wiktor Jegorowicz Romanow (ros. Виктор Егорович Романов, ur. 15 września 1937 w Leningradzie) – radziecki kolarz torowy, brązowy medalista olimpijski oraz dwukrotny medalista mistrzostw świata. Następnie profesor nauk technicznych, rektor Petersburskiego Uniwersytetu Technologii Przemysłowej i Wzornictwa.

## Kariera sportowa
Pierwszy sukces w karierze Wiktor Romanow osiągnął w 1960 roku, kiedy wspólnie ze Stanisławem Moskwinem, Łeonidem Kołumbetem i Arnoldem Belgardtem zdobył brązowy medal w drużynowym wyścigu na dochodzenie podczas igrzysk olimpijskich w Rzymie. W tym samym składzie radziecka drużyna zajęła ponownie trzecie miejsce na mistrzostwach świata w Mediolanie, a na rozgrywanych rok później mistrzostwach w Liège razem z Moskwinem, Belgardtem i Siergiejem Tierieszczenkowem zdobył złoty medal.

## Działalność naukowa
W 1963 ukończył studia w Instytucie Przemysłu Lekkiego i Tekstylnego im. S. Kirowa w Leningradzie. Podjął prace naukową w tej uczelni, dochodząc do funkcji rektora w 1988. Pod jego kierownictwem instytut został przekształcony w Petersburski Państwowy Uniwersytet Technologii Przemysłowej i Wzornictwa. Odznaczony m.in. Orderem Czerwonego Sztandaru Pracy w 1981.